# Герасим Криса
Герасим Криса (*д/н — після 1712) — український політичний та військовий діяч, кошовий отаман Війська Запорозького у 1700—1701 та 1703 роках.

## Життєпис
Про дату та місце народження нічого невідомо. Наприкінці 1700 року обирається кошовим отаманом замість Петра Прими. Обрав політику союзу з гетьманом Іваном Мазепою, підтримки гарних стосунків з московськими воєводами. Згідно з наказами гетьмана та царя Петра I утримував запорожців від нападу на кримських татар. Водночас Криса вислав посольство на чолі з курінними отаманами Кириком Надтокою та Василем Іваненком до Москви щодо конфліктів з московськими воєводами та порушення вольностей запорозьких на річці Самара. Втім незадоволені запорожці у червні 1701 року позбавили Крису отамування, обравши замість нього Петра Сорочинського.
Зберігав і в наступні роки промосковську позицію. Вже у 1701 році він рушив до Москви, щоб заручитися підтримкою, а звідти до гетьманської столиці Батурина. У 1703 році завдяки підтримці Мазепи та російських воєвод зумів відсторонити від влади Костя Гордієнка й обратися кошовим отаманом. Після цього Криса винищив загони курінного отамана Андрія Москаля та козака Ропухи, що займалися грабунками на кордонах з Лівобережжям. У цей час спалахнув бунт запорожців, які розбили кілька нових селітрених заводів на річці Самарі, зокрема завод, що належав гетьману Мазепі, і вихвалялися розорити Новобогородицьку фортецю та інші московські городки, побудовані в Запоріжжі. Кошовий Криса не зміг впоратися з голотою.
У відповідь віддав розпорядження 2 полкам (Полтавському та Седнівському) бути готовими йти проти свавільників і чекав лише наказу від ближнього боярина Федора Головіна, який очолював Малоросійський приказ.
У цей час уряд Петра I, перебуваючи у війні зі Швецією не мав поки наміру вступати у конфлікт із Січчю. Тому 27 листопада (за іншими даними 22) на ім'я кошового Герасима Криси відправлено дві грамоти щодо відправки річного жалування та підтвердження прав запорожців на землі біля річки Самара. Протягом усього року тривала боротьба між «промосковською» групою на чолі з Крисою і «незалежною» на чолі з Гордієнком. Зрештою у грудні Крису скинули з отаманства і обрали Гордієнка.
Після цього перебирається на Лівобережжя. У 1708 році стає осавулом Гадяцького полку. На цій посаді перебував до 1712 року. У березні 1709 року Герасима Крису, з відома російської влади, посилав на Січ гетьман Іван Скоропадський. Утім, намагання Криси привернути січовиків на бік Петра I виявилися марними, тому вже у травні того ж року полковники Яковлєв і Ґалаґан її зруйнували.
Після 1712 року про діяльність Герасима Криси немає відомостей.

## Родина
Відомий його син:
- Іван Криса, значковий товариш Гадяцького полку (1736–1739 роки).